# Arapattu, Madikeri
Arapattu là một làng thuộc tehsil Madikeri, huyện Kodagu, bang Karnataka, Ấn Độ.